# سی‌جی ئی اند ام
سی‌جی ئی اَند اِم (انگلیسی: CJ E&M، سرواژه‌ی CJ Entertainment & Media؛ سی‌جی سرگرمی و رسانه) یک شرکت سرگرمی و رسانه گروهی کره جنوبی که توسط گروه سی‌جی در سال ۲۰۱۱ ایجاد شده‌است. سی‌جی ئی اند ام از ژوئیه ۲۰۱۸، به بخشی از سی‌جی ئی‌ان‌ام تبدیل شد.

## یادداشت
1. ↑  Formerly www.cjenm.com until July 1, 2018; the former domain is now under CJ ENM.